# Ряполова Марія Костянтинівна
Марі́я Костянти́нівна Ряпо́лова (*23 травня 1987, Київ) — українська журналістка й письменниця-фантаст.

## Біографічні відомості
Марія Ряполова народилася й виросла в Києві. Вона є автором численних статей з культурної та соціальної тематик й фантастичних оповідань і повістей, що друкувались в періодиці, а також фантастичного роману «Бурецвіт».
Ряполова — переможець конкурсу фантастичних оповідань «Зоряна Фортеця» 2008 року за оповідання «Звідки беруться янголи». Була фіналістом Конкурсу сценаріїв «Нове українське кіно» (2010—2011) Національної спілки кінематографістів України зі сценарієм короткометражної фантастичної мелодрами «Коктейль». 2011 року письменниця стала лауреаткою премії Європейського співтовариства наукової фантастики (Єврокон) в номінації «Молодий автор» — ESFS Encouragement Award.
2010 року у видавництві Кальварія вийшов друком фантастичний роман Ряполової «Бурецвіт». Роман потрапив до довгого списку премії «Книга року Бі-Бі-Сі» 2011. Літературний оглядач і член журі премії «Книга року Бі-Бі-Сі» Ірина Славінська, дала позитивну оцінку твору: 
|  | «Бурецвіт» одразу занурює у фантастичний світ, схожий-не-схожий на сучасну реальність. Тут нікого не дивують чарівні рослини та персонажі типу чаклунів, які можуть обманом взяти собі чиюсь долю. В романі «Бурецвіт» є дуже вміле поєднання реалістичного та майже казкового…. Роман «Бурецвіт» написаний легко, наповнений цікавими персонажами та дуже приємно читається. Найсильнішою його стороною є описи, та й діалоги вийшли не найгіршими. Одним словом — хороша жанрова література. |

### Книги
- 2010 Бурецвіт : роман — Львів: «Кальварія». — 256 с.

### Публікації в періодиці
- 2007 Сон про минуле і майбутнє : фантастичне оповідання — журнал «У.Ф.О.», № 1, с. 12 — 13.
- 2009 Звідки беруться янголи : фантастичне оповідання — журнал «У.Ф.О.», № 1, с. 40 — 43.
- 2011 Варення з райських яблук : містичне оповідання — журнал «Дніпро», № 9.
- 2011 Жодних більше обіцянок : пригодницько-фантастична повість — журнал «Дніпро», № 11, с. 22 — 47.
- 2012 Все можна змінити : фантастичне оповідання — журнал «Дніпро», № 4.